# اقدسیه (تهران)
اَقْدَسیه، یکی از محله‌های اعیان‌نشین شمال  تهران و منطقه شمیران است. این محله در منطقه ۱ شهرداری تهران و شهرستان شمیرانات واقع است.
خیابان اقدسیه (برادران شهید موحد دانش) در شرق از میدان اقدسیه در انتهای بزرگراه ارتش آغاز شده، در میانه راه خیابان آجودانیه را قطع می‌کند و در غربی‌ترین نقطه به سه‌راه اقدسیه در تقاطع خیابان پاسداران منتهی می‌شود.
این محله از شمال با آجودانیه و کاشانک، از غرب با فرمانیه، از شرق با اراج و از جنوب با شهرک شهید چمران همسایه است.

## تاریخچه
اراضی اقدسیه در گذشته متعلق به صندوقدار ناصرالدین شاه بود که بعد از بخشش آن به همسر ناصرالدین شاه به نام امینه اقدس ملقب به اقدس‌الدوله، این منطقه اقدسیه نام گرفت. پس از مشروطیت، اقدسیه نیز همچون دیگر املاک خالصه‌جات سلطنتی به مالکیت دولت درآمد. در واپسین ماه‌های سلطنت قاجار، دولت برای تسویه بخشی از ۸۸۹۹۶ تومان بدهی که به محمدحسن میرزا ولیعهد داشت، در دوازدهم اردیبهشت ۱۳۰۴ لایحه‌ای به مجلس داد که اراضی و باغات اقدسیه همراه با باغ و عمارت سلطنت‌آباد به مالکیت او درآید. بهای اقدسیه و باغ و عمارت سلطنت‌آباد ۶۸ هزارتومان تعیین و قرار شد با این واگذاری، طلب محمدحسن میرزا از دولت به بیست هزار تومان کاهش یابد. اقدسیه در آن زمان قناتی با هفت سنگ و نیم آب داشت که کم‌آب به حساب می‌آمد و قرار شد حقابه دولت از این قنات محفوظ بماند. این لایحه در ۲۲ شهریور ۱۳۰۴ به تصویب مجلس شورای ملی رسید اما کمتر از دو ماه بعد، با رأی مجلس به انقراض سلطنت قاجار، محمدحسن میرزا در نهم آبان ۱۳۰۴ از ایران اخراج شد. در سال ۱۳۰۸ پس از درگذشت احمدشاه، محمدحسن میرزا اعلامیه‌ای صادر و خود را پادشاه قانونی اعلام کرد. به همین دلیل، از او در ایران سلب مالکیت و اراضی و باغات اقدسیه مصادره شد.
تا اوایل دورهٔ محمدرضا شاه عمدهٔ زمین‌های اقدسیه یا به کشاورزی اختصاص داشت یا بایر بود. رونق زندگی در اقدسیه به آمدن اشراف به محله بازمی‌گردد. بعد از آن روند ساخت و ساز در محله سرعت بیشتری گرفت و باغ‌ها و زمین‌های بزرگ به قطعات کوچک‌تر تفکیک شد. زمینی که قنات و کوشک باغ اقدسیه در آن قرار دارد هم اکنون در اختیار ارتش است و بخشی از آن بعنوان تشکیلات اداری و دانشکده دندانپزشکی ارتش و بخش دیگر بعنوان امکانات تفریحی مورد استفاده است.

## خطوط حمل و نقل عمومی
در حال حاضر از این محله خطوط اتوبوسرانی بشرح ذیل خدمات رسانی دارند:
■ خط ۲۲۰ میدان ازگل به پایانه تجریش
■ خط ۳۸۷ میدان رسالت به میدان قدس (فقط در مسیر رفت)
■ خط ۲۱۷ شهرک صدف به بلوار صبا (متروی قیطریه)
■ خط ۲۱۵ خط اتوبوس سوهانک به سه راه ضرابخانه
□ در این محل روبروی مسجد امام جعفر صادق (ع) ایستگاه متروی اقدسیه قرار دارد.